# Senach z Clonard
Senach z Clonard, również Snach (500-t) – jeden z dwunastu apostołów Irlandii, zakonnik i opat, święty Kościoła katolickiego.
Kształcił się w przyklasztornej szkole w Clonard, założonej przez św. Finiana. Po śmierci nauczyciela został przełożonym opactwa.
Jego wspomnienie liturgiczne obchodzone jest 3 sierpnia.